# Amt Dölau
Das Amt Dölau war von 1616 bis 1698 und von 1812 bis 1854 ein Amt von Reuß älterer Linie.

## Geschichte
Im Rahmen der Erbteilungen von Reuß älterer Linie entstand 1616 die Unterlinie Reuß-Dölau. Heinrich IV. Reuß von Plauen, Herr zu Burgk (1580–1636) erhielt 1616 nach dem Aussterben von Reuß mittlere Linie Schloss Dölau, sowie die Ortschaften Sachswitz, Kaselwitz, Gabla, Fröbersgrün, Arnsgrün, Dobia, Bühna und Bernsgrün. In der neu entstandenen Herrschaft wurde als Oberbehörde eine Kanzlei und als Unterbehörde ein Amt eingerichtet. Aufgrund der Kleinheit der Herrschaft bestand aber keine klare Trennung dieser Behörden.
Bereits mit dem Tod von Heinrich IV. 1636 starb diese Linie aus und das Amt fiel an seinen Bruder Heinrich III. (1616–1640) aus der Linie Reuß-Burgk. Auch diese Linie starb Dölau mit dem Tod von Heinrich III. 1640 aus und das Amt Dölau fiel 1643 an Heinrich I., „der Ältere“ aus der Linie Reuß-Obergreiz. Es blieb bis 1694 im Besitz dieser Linie, bis Obergreiz 1694 in Obergreiz und Dölau geteilt wurde. Der neue Besitzer des Amtes Dölau war Heinrich XVI., der jedoch bereits 1698 starb und das Amt damit an Obergreiz zurückfiel. Das Amt Dölau wurde nun aufgelöst und seine Aufgaben von Amt Obergreiz übernommen.
Ende 1812 wurde wieder das Amt Dölau erneut errichtet. Sein Sprengel umfasste im Wesentlichen die seit 1698 zu Obergreiz gehörigen Orte der ehemaligen Herrschaft Dölau. Die Ämter Obergreiz, Untergreiz und Dölau wurden aufgrund einer landesherrlichen Verordnung vom 25. November 1854 mit Wirkung vom 1. März 1855 zum Justizamt Greiz vereinigt. Diese war – wie die einzelnen Ämter vorher – sowohl Verwaltungsbehörde als auch erstinstanzliches Gericht. Die Trennung der Rechtsprechung von der Verwaltung wurde in Reuß älterer Linie erst 1868 eingeführt.

## Umfang
1840 bestand das Amt aus folgenden Orten: Arnsgrün, Brückla, Büna, Caselwitz, Dobia, Dölau, Fröbersgrün, Gablau, Hain, Hainsberg (Patrimonialgerichtsdorf (Rittergut Hainsberg)), Kauern, Kühdorf (Patrimonialgerichtsdorf (Rittergut Kühdorf)), Leiningen, Lunzig, Mehla, Sachswitz und Wildetaube.